# قرية الشيخ (قفل شمر)

تعديل مصدري - تعديل

قرية الشيخ هي إحدى قرى عزلة بني جل بمديرية قفل شمر التابعة لمحافظة حجة، بلغ تعداد سكانها 320 نسمة حسب تعداد اليمن لعام 2004.